# Воробйово (Шипуновський район)
Воробйо́во (рос. Воробьёво) — селище у складі Шипуновського району Алтайського краю, Росія. Входить до складу Войковської сільської ради.

## Населення
Населення — 220 осіб (2010; 278 у 2002).
Національний склад (станом на 2002 рік):
- росіяни — 98 %